# ATTRIB
attrib는 도스, OS/2, 마이크로소프트 윈도우의 명령 가운데 하나이다. attrib의 기능은 파일 특성 (읽기 전용/r, 보관/a, 시스템/s, 숨김/h)을 설정하고 제거하는 것이다. 이러한 특성들은 파일을 보호하고 분류할 목적으로 다양한 소프트웨어에 사용된다.
수많은 사용자들은 일반적으로 읽기 전용 특성을 마주치면서 소프트웨어 사용 시 사용자가 파일을 덮어쓰거나 추가하지 못하게 한다. 그러나 사용자에게 확인을 받은 뒤에는 소프트웨어가 이 옵션을 무효화할 수 있다. 보관 특성은 어느 파일을 백업할 필요가 있는지를 알려주기 위해 다양한 백업 및 파일 복사 프로그램에 사용된다. 숨김 특성은 영향을 받는 파일들이 수많은 프로그램들에 보이지 않게 하지만 다양한 소프트웨어, 특히 파일 나열, 표시, 검색을 목적으로 설계된 소프트웨어는 숨김 파일을 보이게 만들 수 있으며 숨김 처리되어 있음을 표시해준다. 시스템 특성은 특정한 운영 체제 파일들을 가리키며 다른 특성들에 비해 대부분의 소프트웨어의 작동에 덜 영향을 미친다.

## attrib 명령어의 정의
윈도 파일에는 4가지 특성이 있다.
- (r) 읽기 전용 파일 특성
- (a) 보관 파일 특성
- (s) 시스템 파일 특성
- (h) 숨김 파일 특성

하나 이상의 파일을 +와 -를 사용하여 설정하거나 설정을 해제할 수 있다. 3가지 옵션 스위치가 있지만 아래의 스위치들이 모든 버전의 윈도우에서 인식하는 것은 아니다.:
- /S: 현재 폴더와 모든 하위 폴더에서 일치하는 파일을 처리한다.
- /D: 폴더를 처리한다. (윈도우 2000, 윈도우 XP에만 적용됨)
- /L: 기호화된 링크의 대상과 기호화된 링크의 특성에 대해 작업한다. (윈도우 비스타, 윈도우 서버 2008에 도입됨)

일반적인 attrib 명령어의 문법은 다음과 같다:
attrib [+r|-r] [+a|-a] [+h|-h] [+s|-s] [d:][path]filename [/s] [/d] [/l]
예를 들어, 읽기 전용과 숨김 특성을 현재 디렉터리의 모든 파일에서 제거하려면 다음과 같이 입력한다:
attrib -r -h *.* /s /d
-s 변수는 파일에 대한 시스템 특성을 제거하며 주의 있게 사용해야 한다. 일반 시스템 파일에는 사용할 수 없다.

## 예
```
C:\DOS>attrib +S +H example.jpg
```

## 같이 보기
- cacls - MS 윈도 NT 파일 시스템 ACL 제어 유틸리티
- chattr - 유닉스/리눅스에 쓰이는 특성 관리 명령어

## 참조
1. ↑  Yabumoto, Kan (2000년 1월 17일). “XXCOPY Technical Bulletin #06”. 2007년 7월 13일에 원본 문서에서 보존된 문서. 2007년 8월 2일에 확인함.
2. ↑  “DOS Attrib”. 《Encyclopedia》. PC Magazine. 2012년 3월 2일에 원본 문서에서 보존된 문서. 2007년 8월 2일에 확인함.